# 拉金德拉·普拉萨德
拉金德拉·普拉萨德（ डा॰ राजेन्द्र प्रसाद，Rajendra Prasad，1884年12月3日—1963年2月28日）是印度共和國第一任總統（1950年－1962年）。
普拉萨德出生於中等地主家庭，加爾各答法律學院畢業，曾在高等法院當律師。1916年創辦《比哈爾法律週報》（Bihar Law Weekly）。1920年參加不合作運動。他用英文在《探照燈》（Searchlight）上撰文，積極宣揚民族主義。